# ジョナサン・アーリックマン
ジョナサン・アーリックマン（Jonathan Erlichman）は、カナダのオンタリオ州トロント出身の野球指導者。現在は、MLBのタンパベイ・レイズの分析コーチを務める。愛称はJ Money。
従兄弟に元NHL選手のマイケル・カマレリがいる。

## 経歴
プリンストン大学時代には数学の学位を取得しており、スポーツではアイスホッケーをプレーしていた。なお、野球経験らしいものとしては5歳の頃にティーボールを嗜んだぐらいだという。13歳の頃に書籍「マネーボール」を読んだことで球界入りを夢見るようになり、2012年には地元球団のトロント・ブルージェイズでインターンとして球団運営部で働いた。2013年からフロントスタッフとしてタンパベイ・レイズ入りすると、2017年から2年間は分析ディレクターを務め、2019年には野球選手としてのキャリア未経験では異例となるレイズの分析コーチ（英語での肩書きはProcess and Analytics Coach）に抜擢された。

## 詳細情報

### 背番号
- 97（2019年 - ）